# 大男当婚
《大男当婚》（英語：Bachelor），2012年中国大陆播出的爱情题材电视剧，主演是徐峥、宋佳、梅婷、张歆艺、马苏、车晓、隋兰、朱茵、王茂蕾、曹苑、郭京飞，导演孙皓。2012年8月8日上海电视台电视剧频道首播，10月7日安徽卫视、浙江卫视、深圳卫视上星。
2014年10月20日台灣MOD EYE TV戲劇台首播，2015年2月21日MOD EYE TV戲劇台進行春節三天連播。

## 剧情
电视剧讲述35岁的食品公司销售经理曹小强（徐峥飾）为了结束自己的剩男生活，准备娶妻生子，而后展开了对一些女性的追求之旅。
劇尾有段情節是某位女人大喊「曹小強」一聲，全劇戛然而止，編劇留給觀眾一個想像空間。全劇播畢後引起大部分觀眾回響，稱希望該女子是徐若雲。

## 演员
| 演员   | 角色   | 备注 |
| 徐峥   | 曹小强 | 35岁，未婚，樂購公司销售经理，分店銷售冠軍。 |
| 梅婷   | 谷清   | 曹小强的恋爱情侣之一，京劇刀馬旦演員。出生貧困，母親早死，有個坐過牢且不負責任的父親。本與曹小強論及婚嫁，但因曹小強母親強力反對而作罷。之後回到老家擔任京劇教習，與曹小強功虧一簣，未結連理。 |
| 宋佳   | 赵凯   | 美女医生，工作狂，丁克一族。 原與曹小強論及婚嫁，但臨時在結婚登記時，曹小強問她︰「妳到底愛我嗎？」才知道原來與曹小強並未相愛，只不過為了世俗眼光而結婚，之後還是沒法與曹小強結為夫妻。 |
| 朱茵   | 李文琴 | 曹小强的母亲。 |
| 马苏   | 蔡微澜 | 曹小強的美麗下屬，周旋在曹小強、與其老闆、李文達、黃偉業之間，手段高明，令人不寒而慄，最後選擇與老闆去上海出差認識的美國駐香港銀行高層，並在生日宴會中狠狠數落了其他男人一頓。本段落戲劇張力極佳，令人回味無窮。 |
| 张歆艺 | 刘晨曦 | 曹小强的同学兼女友。 |
| 车晓   | 徐若云 | 曹小强的恋爱情侣之一。哈佛大學博士畢業，AIG大中華地區副總裁，31歲，家裡在江蘇地區經商，估計財富超過幾十億，溫柔婉約、美豔動人，柔弱中帶著精明幹練。曹小強某次無意中在提款機內撿到徐若雲的提款卡，但卻拾金不昧、不怕麻煩的將提款卡還給銀行，之後與曹小強發生一段戀情。劇中兩人有一段刻苦銘心的戀愛，甚至曹小強還為了不離開徐若雲而丟掉工作。但兩人還是因為身分地位、家世背景差太遠，而最後選擇分手。劇尾有段情節是某位女人大喊「曹小強」一聲，全劇戛然而止，大部分觀眾希望該女子是徐若雲。 |
| 隋兰   | 马小美 | 同时为本片制片人。 |
| 郭京飞 | 黄伟业 | 曹小強的好友。 |
| 曹苑   | 伍小六 | 22歲 |
| 汪洋   | 曹汉之 | 曹小强的父亲。 |
| 王茂蕾 | 李文达 | 曹小強的舅舅。 |

## 電視原聲
| 曲序 | 曲目                   |      | 作曲 | 演唱者 |
| ---- | ---------------------- | ---- | ---- | ------ |
| 1.   | 人来爱我（片頭曲）     | 刘沁 | 刘沁 | 李建衡 |
| 2.   | 剪不断的思念（片尾曲） | 刘锐 | 刘锐 | 李建衡 |

## 花絮
该剧为《大女当嫁》姊妹篇，讲述剩男话题。

## 热议
本片的结局为主人公曹小强在出席公司新店开张仪式时，一个神秘女声喊了一句“曹小强”，曹小强转身露出微笑后即戛然而止。热心的观众纷纷展开分析：最后喊曹小强的到底是谁？而身兼主演和总制片人的隋兰透露，原定曹小强历经多次情感离合后重逢脱胎换骨后的“屌丝妹妹”马小美，只因自己工作忙碌没有时间继续出演马小美，导致结局改成开放式，也给观众留下更多的想象空间。

## 奖项
- 2012国剧盛典获2012年度十佳电视剧第十位。

## 外部連結
- 《大男当婚》搜狐网专题（页面存档备份，存于）
- 《大男当婚》安徽衛視专题
- 《大男当婚》观剧报告 网易娱乐（页面存档备份，存于）

## 作品的變遷
| 中国大陆 安徽卫视 海豚第一剧场 19:31-21:26 | 中国大陆 安徽卫视 海豚第一剧场 19:31-21:26 | 中国大陆 安徽卫视 海豚第一剧场 19:31-21:26 |
| ------------------------------------------ | ------------------------------------------ | ------------------------------------------ |
|                                            | 大男当婚 （2012.10.07-2012.10.21）         |                                            |
| 母亲，母亲 （2012.09.25-2012.10.07）       | 圣天门口 （2012.10.22-2012.11.09）         |                                            |